# Siyannu
Siyannu (]n arabă سيانو) este un sat sirian în districtul Jableh din Guvernoratul Latakia. Potrivit Biroului Central de Statistică din Siria (CBS), Siyannu avea o populație de 4.784 de locuitori la recensământul din 2004.

## Istoric
Siyannu, care a fost, de asemenea, cunoscut sub numele de Ušnatu, a făcut parte din Ugarit, înainte de a-și avea independența și de a deveni o regiune de frontieră cu Amrit în timpul domniei regelui hitit Muršili al II-lea. Siyannu/Shianu, condus de regele Adunu Baal, a luat parte la Bătălia de la Qarqar împotriva invadatorilor Asirians.
Nahr as-Sinn a fost, de asemenea, numit „Siyannu” care a marcat granițele sudice ale Ugaritului.